# Hochebenenmaus
Die in Mexiko endemische Hochebenenmaus (Peromyscus melanophrys) ist ein Nagetier in der Gattung der Weißfußmäuse. Das Typusexemplar stammt aus dem Bundesstaat Oaxaca.

## Merkmale
Bei diesem mittelgroßen Gattungsvertreter fällt der mit 130 bis 155 mm lange Schwanz auf. Kopf und Rumpf sind zusammen 106 bis 123 mm lang, die Länge der Hinterfüße liegt bei 25 bis 29 mm, die Ohren erreichen 22 bis 25 mm Länge und das Gewicht liegt bei 38 g. Oberseits kommt kurzes und weiches Fell vor, das hellgrau gefärbt ist. An den Flanken kommen erdfarbene Töne hinzu und die Grenze zur weißen Unterseite ist deutlich. Typisch für den Kopf sind große Augen sowie lange und dicke Vibrissen. Der Schwanz ist oberseits braun und unterseits weiß. Er trägt einige Haare und an der Spitze bilden etwa 5 mm lange Haare eine Quaste. Fast alle anderen Wühler der Region haben keine Quaste. Die einzige Ausnahme ist die Kammschwanz-Hirschmaus (Habromys lophurus). Diese hat abweichend kleiner Ohren und sie ist überwiegend in Feuchtgebieten verbreitet.

## Verbreitung
Diese Hirschmaus lebt im zentralen und südlichen Mexiko von südlichen Bereichen der Bundesstaaten Durango und Coahuila bis Chiapas. Sie hält sich überwiegend im Hochland bis 2600 Meter Höhe auf und besucht selten Hügelland auf 100 Meter Höhe. Als Habitat dienen Wüsten und felsige Regionen mit verstreuten Bäumen, Büschen und kleineren Pflanzen.

## Lebensweise
Die Hochebenenmaus baut meist ein kugelrundes Nesta aus Gras, das in einer stachligen Josua-Palmlilie versteckt wird. Sie frisst oft die Früchte dieser Palmlilie und Kaktusfeigen. Ein Nest mit drei Jungtieren wurde in einem Kaktus der Art Cylindropuntia cholla gefunden. Dieses befand sich 1,5 Meter über dem Boden. Auffällig für die Art sind ihre gut hörbaren Laute, wogegen andere Hirschmäuse eher still sind. In der Fortpflanzungszeit von Juni bis Januar kommen Würfe mit etwa drei Nachkommen vor.

## Gefährdung
Für die Art sind keine Bedrohungen bekannt und die Gesamtpopulation gilt als stabil. Die IUCN listet die Hochebenenmaus als nicht gefährdet (least concern).